# Kwiat Jabłoni
Kwiat Jabłoni – polski zespół muzyczny z Warszawy wykonujący muzykę folkową, popową, folk pop, bluegrass, indie folk, indie pop i elektronikę.

## Nazwa zespołu
Nazwa zespołu pochodzi od piosenki Kwiat Jabłoni, granej pierwotnie przez grupę Trash Budda, zaś sama piosenka opowiada o marce jabola.

## Historia
Zespół tworzy rodzeństwo Katarzyna Sienkiewicz i Jacek Sienkiewicz (dzieci Kuby Sienkiewicza), a sama grupa oficjalnie funkcjonuje od marca 2018. Wcześniej rodzeństwo występowało w grupie Hollow Quartet, z którą wydali dobrze przyjęty album Chodź ze mną i wystąpili w telewizyjnym talent show Must Be the Music. Tylko muzyka. Jako duet zadebiutowali 9 listopada 2017 koncertem w Otwartej Pracowni na Osiedlu Jazdów. Do sierpnia 2018 ich debiutancki utwór „Dziś późno pójdę spać” zanotował dwa miliony wyświetleń w serwisie YouTube, do lutego 2019 uzyskał blisko pięć milionów wyświetleń, a do września 2021 teledysk odtworzono ponad 31 milionów razy. W październiku 2018 ukazał się drugi singel zespołu „Niemożliwe”.
1 lutego 2019 ukazał się ich debiutancki album studyjny Niemożliwe, który w ciągu pierwszego tygodnia uplasował się na 7. pozycji list sprzedaży OLiS. Ich utwory znalazły się także między innymi na listach przebojów Programu III Polskiego Radia oraz Radia Warszawa.
W marcu 2019 zespół uplasował się na 3. miejscu w drugiej edycji plebiscytu Sanki 2019 na najciekawsze nowe twarze polskiej sceny muzycznej organizowanym przez „Gazetę Wyborczą”, a w lipcu wystąpił na małej scenie na Pol’and’Rock Festival, gdzie ich koncertu słuchało kilka tysięcy osób. Występ na festiwalu zaowocował 29 listopada 2019 wydaniem albumu Live Pol’and’Rock Festival 2019 z zapisem ich koncertu.
W czerwcu 2020 Kwiat Jabłoni został zwycięzcą plebiscytu Złotego Bączka, co zagwarantowało im udział w internetowej odsłonie Pol’and’Rock Festival na przełomie lipca i sierpnia 2020. W listopadzie wydali singel „Mogło być nic”, który w trakcie jednego tygodnia zdobył ponad milion wyświetleń w serwisie internetowym YouTube. Promował on, wydany 5 lutego 2021, drugi album studyjny o tym samym tytule.
W sierpniu 2021 zespół wziął udział w akcji promocyjnej „Wszystko mi mówi” Tymbarku. W ramach tego przedsięwzięcia wraz z Sanah, Vito Bambino i Arturem Rojkiem nagrali teledysk, w którym śpiewają swoje wersje utworu Skaldów pt. „Wszystko mi mówi, że mnie ktoś pokochał”.
W marcu 2022 wydali wspólny singel z Sanah pt. „Szary świat”. W 2022 wraz z Bedoesem i Krzysztofem Zalewskim stworzyli supergrupę Męskie Granie Orkiestra 2022, w ramach której nagrali singiel „Jest tylko teraz”. W tym samym roku nagrali (z gościnnym udziałem innych artystów) płytę Wolne serca dla Muzeum Powstania Warszawskiego.
6 lipca 2023 ukazał się singel „Od nowa”, promujący kolejny album zespołu – Pokaz slajdów. 22 sierpnia 2023 roku na festiwalu Top of the Top Sopot Festival 2023 grupa otrzymała dzięki niemu statuetkę Bursztynowego Słowika.

## Skład zespołu
- Jacek Sienkiewicz – śpiew, mandolina, banjolina, elektronika[12]
- Katarzyna Sienkiewicz – śpiew, instrumenty klawiszowe (fortepian lub pianino elektroniczne)[12]
- Grzegorz Kowalski – bas, syntezator[35]
- Filip Krzysztoporski – perkusja[35][36]
- Paweł Piekarski – śpiew, gitara akustyczna, gitara elektryczna (od 2022)[37][38]
- Marcin Ścierański – perkusja[35]

Była członkini:
- Aga Yano – perkusja (2022)[37][38][36]

## Dyskografia

### Albumy studyjne
| Rok  | Dane dot. albumu | Najwyższa pozycja na liście | Certyfikat                | Sprzedaż       |
| Rok  | Dane dot. albumu | POL                         | Certyfikat                | Sprzedaż       |
| ---- | --- | --------------------------- | ------------------------- | -------------- |
| 2019 | Niemożliwe - Wydany: 1 lutego 2019 - Wytwórnia: Agora - Format: CD, digital download, streaming                            | 7                           | - POL: 2× platynowa płyta | - POL: 60 000+ |
| 2021 | Mogło być nic - Wydany: 5 lutego 2021 - Wytwórnia: Agora - Format: CD, digital download, streaming                         | 1                           | - POL: 2× platynowa płyta | - POL: 60 000+ |
| 2022 | Wolne serca - Wydany: 22 lipca 2022 - Wytwórnia: Agora - Format: CD, digital download, streaming                           | 2                           | - POL: złota płyta        | - POL: 15 000+ |
| 2023 | Pokaz slajdów - Wydany: 13 października 2023 - Wytwórnia: Universal Music Polska - Format: CD, digital download, streaming | 1                           | - POL: 2× platynowa płyta | - POL: 60 000+ |

### Albumy koncertowe
| Rok  | Dane dot. albumu | Najwyższa pozycja na liście |
| Rok  | Dane dot. albumu | POL                         |
| ---- | --- | --------------------------- |
| 2019 | Live Pol’and’Rock Festival 2019 - Wydany: 29 listopada 2019 - Wytwórnia: Złoty Melon, Agora - Format: CD, DVD, digital download, streaming | 49                          |

### Single
Jako główni artyści
| Rok | Tytuł                                                                                   | Najwyższe pozycje na listach | Najwyższe pozycje na listach | Najwyższe pozycje na listach | Najwyższe pozycje na listach | Najwyższe pozycje na listach | Najwyższe pozycje na listach | Najwyższe pozycje na listach | Certyfikat                 | Sprzedaż        | Album                                        |
| Rok | Tytuł                                                                                   | POL (airplay)                | POL (airplay nowości)        | POL (Apple Music)            | POL (iTunes)                 | POL (Spotify)                | LP3                          | PiK                          | Certyfikat                 | Sprzedaż        | Album                                        |
| --- | --------------------------------------------------------------------------------------- | ---------------------------- | ---------------------------- | ---------------------------- | ---------------------------- | ---------------------------- | ---------------------------- | ---------------------------- | -------------------------- | --------------- | -------------------------------------------- |
| 2018 | „Dziś późno pójdę spać”                                                                 | 24                           | 2                            | 17                           | 30                           | 200                          | 26                           | –                            | - POL: 3× platynowa płyta  | - POL: 60 000+  | Niemożliwe                                   |
| 2019 | „Niemożliwe”                                                                            | –                            | –                            | –                            | –                            | –                            | –                            | –                            | - POL: złota płyta         | - POL: 25 000+  | Niemożliwe                                   |
| 2019 | „Nic więcej”                                                                            | –                            | –                            | 71                           | 72                           | –                            | 25                           | –                            |                            |                 | Niemożliwe                                   |
| 2019 | „Kto powie mi jak”                                                                      | –                            | –                            | 39                           | –                            | –                            | –                            | –                            | - POL: platynowa płyta     | - POL: 50 000+  | Niemożliwe                                   |
| 2019 | „Dzień dobry”                                                                           | –                            | –                            | 58                           | 71                           | –                            | –                            | –                            |                            |                 | Niemożliwe                                   |
| 2019 | „Za siódmą chmurą”                                                                      | –                            | –                            | 69                           | –                            | –                            | –                            | –                            |                            |                 | Niemożliwe                                   |
| 2019 | „Idzie zima”                                                                            | –                            | –                            | –                            | –                            | 181                          | 27                           | –                            |                            |                 | Niemożliwe                                   |
| 2020 | „Wodymidaj”                                                                             | –                            | –                            | 33                           | –                            | –                            | –                            | –                            |                            |                 | Niemożliwe                                   |
| 2020 | „Wzięli zamknęli mi klub”                                                               | –                            | –                            | 83                           | –                            | –                            | X                            | –                            | - POL: złota płyta         | - POL: 25 000+  | Niemożliwe                                   |
| 2020 | „Miasto słońca” (Lech Music 2020)                                                       | –                            | –                            | 81                           | –                            | –                            | X                            | –                            |                            |                 | Albo Inaczej „Lech Music. Festiwale Inaczej” |
| 2020 | „Mogło być nic”                                                                         | –                            | –                            | 5                            | 2                            | 14                           | X                            | 26                           | - POL: platynowa płyta     | - POL: 50 000+  | Mogło być nic                                |
| 2021 | „Buka”                                                                                  | –                            | –                            | 2                            | 22                           | 18                           | X                            | –                            | - POL: złota płyta         | - POL: 25 000+  | Mogło być nic                                |
| 2021 | „Przezroczysty świat”                                                                   | –                            | –                            | 17                           | –                            | 108                          | X                            | 30                           | - POL: złota płyta         | - POL: 25 000+  | Mogło być nic                                |
| 2021 | „Zmierzch” (oraz Miuosh i Zespół Pieśni i Tańca „Śląsk”)                                | –                            | –                            | 98                           | 54                           | 199                          | X                            | –                            |                            |                 | Pieśni współczesne                           |
| 2021 | „Drogi proste” (gościnnie: Julia Pietrucha)                                             | –                            | –                            | –                            | –                            | 47                           | X                            | 7                            | - POL: platynowa płyta     | - POL: 50 000+  | Mogło być nic                                |
| 2022 | „Szary świat” (oraz Sanah)                                                              | 1                            | 1                            | 1                            | 1                            | 1                            | X                            | 1                            | - POL: 2× diamentowa płyta | - POL: 500 000+ | Uczta                                        |
| 2022 | „Kometa”                                                                                | –                            | –                            | 9                            | –                            | 57                           | X                            | 4                            | - POL: złota płyta         | - POL: 25 000+  | Mogło być nic                                |
| 2022 | „Jest tylko teraz” (Męskie Granie Orkiestra: Bedoes, Krzysztof Zalewski, Kwiat Jabłoni) | 10                           | 1                            | –                            | –                            | 39                           | X                            | 15                           |                            |                 | Męskie Granie 2022                           |
| 2022 | „Nie, nie, nie”                                                                         | –                            | –                            | –                            | –                            | 183                          | X                            | 11                           |                            |                 | Wolne serca                                  |
| 2022 | „Zaraz się zacznie” (oraz Skubas)                                                       | –                            | –                            | –                            | –                            | –                            | X                            | –                            |                            |                 | –                                            |
| 2023 | „Od nowa”                                                                               | 1                            | X                            | –                            | –                            | 22                           | X                            | 2                            | - POL: 3× platynowa płyta  | - POL: 150 000+ | Pokaz slajdów                                |
| 2023 | „Dom”                                                                                   | –                            | X                            | –                            | –                            | –                            | X                            | –                            |                            |                 | Pokaz slajdów                                |
| 2023 | „Byłominęło”                                                                            | 3                            | X                            | –                            | –                            | 79                           | X                            | 3                            | - POL: 2x platynowa płyta  | - POL: 100 000+ | Pokaz slajdów                                |
| 2023 | „Szczęśliwego nowego roku”                                                              | –                            | X                            | –                            | –                            | –                            | X                            | –                            |                            |                 | Pokaz slajdów                                |
| 2024 | „Poproszę więcej siebie”                                                                | –                            | X                            | –                            | –                            | 140                          | –                            | 25                           |                            |                 | –                                            |
| 2024 | „Burza”                                                                                 | –                            | X                            | –                            | –                            | 124                          | –                            | –                            |                            |                 | –                                            |
| „–” oznacza, że singel nie był notowany na danej liście. „X” oznacza, że lista nie istniała w danym okresie. |                                                                                         |                              |                              |                              |                              |                              |                              |                              |                            |                 |                                              |

Jako artyści gościnni
| Rok  | Tytuł                                                                                            | Najwyższe pozycje na listach | Album     |
| Rok  | Tytuł                                                                                            | POL (YouTube)                | Album     |
| ---- | ------------------------------------------------------------------------------------------------ | ---------------------------- | --------- |
| 2020 | „Noc” (Stach Bukowski, gościnnie: Kwiat Jabłoni)                                                 | 38                           | –         |
| 2022 | „Pochodnia” (T.Love, gościnnie: Kasia Sienkiewicz i Kwiat Jabłoni)                               | 51                           | Hau! Hau! |
| 2023 | „Koniec lata” (L.U.C. i Rebel Babel Film Orchestra, gościnnie: Kwiat Jabłoni i Bela Komoszyńska) | –                            | Chłopi    |

### Inne notowane utwory
| Rok  | Tytuł                                                 | Najwyższe pozycje na listach | Najwyższe pozycje na listach | Najwyższe pozycje na listach | Certyfikat             | Sprzedaż       | Album         |
| Rok  | Tytuł                                                 | POL (Apple Music)            | POL (iTunes)                 | POL (Spotify)                | Certyfikat             | Sprzedaż       | Album         |
| ---- | ----------------------------------------------------- | ---------------------------- | ---------------------------- | ---------------------------- | ---------------------- | -------------- | ------------- |
| 2020 | „Wodymidaj (Akustycznie)” (gościnnie: Ralph Kaminski) | –                            | 77                           | –                            | - POL: platynowa płyta | - POL: 50 000+ | –             |
| 2021 | „Drogi proste”                                        | 7                            | –                            | 47                           |                        |                | Mogło być nic |
| 2021 | „Byle jak”                                            | 8                            | –                            | 81                           |                        |                | Mogło być nic |
| 2021 | „Nie ma mnie”                                         | 11                           | 73                           | 80                           |                        |                | Mogło być nic |
| 2021 | „Zaczniemy od zera”                                   | 14                           | –                            | 103                          |                        |                | Mogło być nic |
| 2021 | „Maska”                                               | 16                           | –                            | 115                          |                        |                | Mogło być nic |
| 2021 | „Bankiet”                                             | 20                           | –                            | 139                          |                        |                | Mogło być nic |
| 2021 | „Wyjście z bankietu”                                  | 23                           | –                            | 189                          |                        |                | Mogło być nic |

## Nagrody i nominacje
| Rok  | Konkurs                                         | Kategoria                                | Tytułem                 | Rezultat    |
| ---- | ----------------------------------------------- | ---------------------------------------- | ----------------------- | ----------- |
| 2018 | Music Video Awards                              | Muzyka folk                              | „Dziś późno pójdę spać” | Wygrana     |
| 2019 | Plebiscyt Sanki 2019                            | N/A                                      | całokształt             | Finał       |
| 2019 | Róże Gali 2020                                  | N/A                                      | całokształt             | Nominacja   |
| 2019 | Nagroda Muzyczna Programu Trzeciego – „Mateusz” | N/A                                      | całokształt             | Wyróżnienie |
| 2020 | Plebiscyt Złoty Bączek                          | N/A                                      | całokształt             | Wygrana     |
| 2022 | Bestsellery Empiku 2021                         | Muzyka pop/rock                          | Mogło być nic           | Nominacja   |
| 2022 | Fryderyki 2022                                  | Album roku indie pop                     | Mogło być nic           | Nominacja   |
| 2022 | Fryderyki 2022                                  | Zespół / projekt artystyczny roku        | Kwiat Jabłoni           | Nominacja   |
| 2023 | Fryderyki 2023                                  | Album roku piosenka poetycka i literacka | Wolne serca             | Nominacja   |
| 2023 | Fryderyki 2023                                  | Najlepsze nowe wykonanie                 | „Nie, nie, nie”         | Nominacja   |
| 2023 | Top of the Top Sopot Festival 2023              | Bursztynowy Słowik                       | „Od nowa”               | Wygrana     |
| 2024 | Fryderyki 2024                                  | Album roku pop                           | Pokaz slajdów           | Nominacja   |
| 2024 | Fryderyki 2024                                  | Zespół / projekt artystyczny roku        | Kwiat Jabłoni           | Nominacja   |